# Вальтер, Эдгар (шахматист)
Эдгар Вальтер (нем. Edgar Walther; 24 декабря, 1930, Цюрих — 23 октября, 2013, Цюрих) — швейцарский шахматист, мастер ФИДЕ по шахматам, международный мастер ИКЧФ (1978).

## Биография
Трижды выигрывал чемпионат конфедерации Швейцарии по шахматам (1949, 1957, 1971). В 1965 году стал победителем кубка Швейцарии по шахматам. В 1965 году разделил первое место на чемпионате Швейцарии по шахматам, но проиграл дополнительный матч за первое место. В период с 1953 по 2007 год был постоянным участником командных чемпионатов Швейцарии по шахматам в составе одной команды — Цюрихского шахматного клуба, что считается непревзойденным рекордом в истории швейцарских шахмат. В 1968 году стал победителем командного чемпионата Швейцарии по шахматам в составе своего клуба.
Более широкую известность приобрел своим участием в международном шахматном турнире в Цюрихе в 1959 году. Хотя Вальтер разделил в нем только 13-е место (в турнире победил Михаил Таль), он сыграл вничью с будущим чемпионом мира по шахматам  Робертом Фишером. В этой партии Фишеру только с большим трудом удалось избежать поражения в эндшпиле с разноцветными слонами. В 1969 году Фишер включил эту партию в свою книгу «Мои 60 памятных партий» (англ. My 60 Memorable Games).
Представлял команду Швейцарии на крупнейших командных шахматных турнирах:
- в шахматных олимпиадах участвовал 6 раз (1954—1958, 1964—1968). В 1954 году завоевал индивидуальную серебряную медаль;
- в кубке Клары Бенедикт участвовал 11 раз (1958—1961, 1963—1966, 1968, 1971—1972). В составе команды выиграл золотую (1958) и бронзовую (1960) медали. Также выиграл 2 золотые индивидуальные медали (1961, 1963)[5].

В последующие годы стал сильным игроком по переписке. Выиграл международный турнир по переписке «Goldenen Springer» (1967—1971) и стал победителем швейцарского заочного шахматного чемпионата. Успешно участвовал в полуфинале 8-м чемпионата мира по переписке чемпионата, в котором разделил первое место. В финале первенства мира (1975-80) разделил 11—12-е место.